# مونی موشونوو
مونی موشونوف (عبری: שלמה "מוני" מושונוב‎؛ زادهٔ ۱۸ اوت ۱۹۵۱) بازیگر، کمدین، کارگردان نمایش اهل اسرائیل است.
از فیلم‌ها یا برنامه‌های تلویزیونی که وی در آن نقش داشته‌است می‌توان به دو عاشق، شب مال ماست، هربار که بگوئیم خدانگهدار، التیماتوم، ازدواج دیرهنگام و جاسوس اشاره کرد.

## جوایز
او برندهٔ جوایزی همچون جایزه اوفیر و جایزه اوفیر، شده‌است.